# Altar (Album)
Altar ist ein Album der beiden Drone-Doom-Bands Sunn O))) und Boris. Die Lieder wurden von beiden Bands gemeinsam geschrieben und aufgenommen. Das Album wurde in diversen Versionen veröffentlicht. Die Version von Daymare Records enthält den Bonustrack The Sinking Belle (White Sheep), der auf keiner anderen Version vorhanden ist.
Am 10. Dezember 2007 wurde das Album auf einer Show in London mit einigen Gastmusikern aus dem Album vorgeführt. Bei dieser Show wurde eine auf 500 Stück limitierte 3-LP-Picture Disc verkauft.

## Entstehung
Zusätzlich zu den beiden Bands Sunn O))) und Boris sind auf dem Album viele Gastmusiker vorhanden, wie zum Beispiel Kim Thayil (Soundgarden), Joe Preston (Earth, Thrones, The Melvins, High on Fire), Phil Wanscher und Jesse Skyes (beide Jesse Sykes and the Sweet Hereafter), sowie die langjährigen Sunn-O)))-Mitarbeiter TOS Niewnhuizen und Rex Ritter.

## Stil
Auf dem Album werden die für Sunn O))) typischen tiefen, auf Bassverstärkern gespielten Gitarren von hohen Gitarren und Gesang begleitet. Auch der für Sunn O))) ungewöhnliche Einsatz eines Schlagzeugs ist ein Alleinstellungsmerkmal. Das Tempo ist, wie für das Genre typisch, sehr langsam. Die Musik wird als „Geräusch“ und „dröhnende Wand“ beschrieben.

## Rezeption
Die Website everything2.com sieht Altar als einziges Album dem Kultalbum „Earth 2“ ebenbürtig.
Thomas Jurek findet, Altar betone das „HEAVY“ mehr als das „metal“ und vergibt für diese bona fide collaboration im Allmusic-Guide vier von fünf Sternen.
Laut Steve Dollar von der New York Sun „definieren die beiden Bands die Grenzen des Genres neu, indem sie sie ignorieren“.
Die ersten 3 Lieder des Albums werden als innovativ angesehen, während die zweite Hälfte sich nur noch wiederholt.

## Titelliste

### CD1: Altar: Vorspiel (SatanOscillateMyMetallicSonatas)
1. "Her Lips Were Wet With Venom" – 28:14
  - Atsuo – Schlagzeug
  - Greg Anderson – Gitarre
  - Stephen O’Malley – Gitarre
  - Wata – Leadgitarre
  - Takeshi – Gitarre & Bass
  - Dylan Carlson – Gitarre
  - Tos Nieuwenhuizen – Korg MS-20
  - Rex Ritter – Moog Taurus

### CD2: Altar
1. "Etna" – 9:51
  - Greg Anderson: Gitarre
  - Atsuo: Schlagzeug
  - Stephen O’Malley: Gitarre
  - Takeshi: Gitarre & Bass
  - Wata: Leadgitarre
2. "N.L.T." – 3:49
  - Atsuo: bowed Cymbal & Gong
  - Bill Herzog: Bass
3. "The Sinking Belle (Blue Sheep)" – 7:37
  - Jesse Sykes: Gesang
  - Takeshi: Gitarre
  - Wata: Gitarre, Roland RE-201
  - Stephen O’Malley: Klavier
  - Greg Anderson: Bass
  - Atsuo: Elektronische Filter
  - Bill Herzog & Phil Wandscher: Gesang
  - Adrienne Davies: Perkussion
4. "Akuma no Kuma" – 7:52
  - Atsuo: Leitschlagzeug
  - Joe Preston: Vocoder
  - Greg Anderson: Moog Rogue
  - Stephen O’Malley: Korg MS-20
  - Bill Herzog: Snare
  - Steve Moore: Posaune
  - TOS Nieuwenhuizen: Oberheim
  - Troy Swanson: Oberheim
  - Randall Dunn: Korg MS-20, Sherman Filter Bank, Echoplex
  - Mell Dettmer: Roland SH-101
5. "Fried Eagle Mind" – 9:47
  - Wata: Gesang & Gitarre
  - Stephen O’Malley: Gitarre Califone
  - Takeshi: Gitarre
  - Greg Anderson: Bass
  - TOS Nieuwenhuizen: Moog Taurus
  - Troy Swanson: Oberheim 4-stimmig
  - Randall Dunn: Korg MS-20 & Naturgeräusche
6. "The Sinking Belle (Black Sheep)" – 5:05 (Japanese CD bonus track)
  - Wata: Roland RE-201, Gitarre
  - Eyvind Kang: Viola, Violine
  - TOS Nieuwenhuizen: Moog Taurus
  - Randall Dunn: Korg MS-20
7. "The Sinking Belle (White Sheep)" – 4:36 (Japanese 3LP Bonustrack)
  - Takeshi: Gitarre
  - Wata: Gitarre, Roland RE-201
  - Stephen O’Malley: Klavier
  - Greg Anderson: Bass
  - Atsuo: traps
  - Eyvind Kang: Viola, Violine
  - Tos Nieuwenhuizen: Moog Taurus
  - Randall Dunn: Korg MS-20
8. "Blood Swamp" – 14:46
  - Atsuo: Gong
  - Greg Anderson: Gitarre
  - Stephen O’Malley: Gitarre
  - Wata: Gitarre
  - Takeshi: Gitarre & Bass
  - Kim Thayil: Gitarre
  - Rex Ritter: Moog Taurus
  - TOS Nieuwenhuizen: Moog Rogue

## Veröffentlichungen
| Jahr | Label          | Format       | Land  | Wird noch gepresst | Anmerkungen |
| ---- | -------------- | ------------ | ----- | ------------------ | --- |
| 2006 | Southern Lord  | CD           | USA   | Ja                 | |
| 2006 | Southern Lord  | 2CD          | USA   | Nein               | Limitiert auf 5000 Kopien. Inklusive Bonus-Track Her Lips Were Wet with Venom                                      |
| 2006 | Inoxia Records | 2CD          | Japan | Nein               | Limitiert auf 1000 Kopien. Inklusive Bonus-Tracks The Sinking Belle (Black Sheep) and Her Lips Were Wet with Venom |
| 2006 | Southern Lord  | 3LP          | USA   | Nein               | Limitiert auf 10.600 Kopien. Inklusive Bonus-Track Her Lips Were Wet with Venom                                    |
| 2007 | Inoxia Records | 3LP          | Japan | Nein               | Limitiert auf 1000 Kopien. Inklusive Bonus-Tracks The Sinking Belle (White Sheep) and Her Lips Were Wet with Venom |
| 2007 | Southern Lord  | 3LP Pic Disc | USA   | Nein               | Limitiert auf 500 Kopien. Nur während eines Live-Auftritts in London am 10. Dezember 2007 verkauft.                |